# Onitis singhalensis
Onitis singhalensis är en skalbaggsart som beskrevs av Lansberge 1875. Onitis singhalensis ingår i släktet Onitis och familjen bladhorningar. Inga underarter finns listade i Catalogue of Life.